# Charsfield
Charsfield is een civil parish in het Engelse graafschap Suffolk.